# Rue du Plat (Lyon)
Ne doit pas être confondu avec Rue du Plat (Lille).
La rue du Plat est une rue des quartiers d'Ainay et Bellecour située sur la presqu'île dans le 2e arrondissement de Lyon, en France.

## Situation et accès
La rue débute rue du Colonel-Chambonnet, presque en face de la place Antonin-Gourju et se termine place Antoine-Vollon. Elle est traversée par les rues Sala et Antoine-de-Saint-Exupéry. Les rues Tony-Tollet et Paul-Lintier commencent rue du Plat. 
La circulation se fait dans le sens inverse de la numérotation et à double-sens cyclable avec un stationnement des deux côtés de la place Vollon à la rue Saint-Exupérypuis un stationnement d'un seul côté jusqu'à la rue Chambonnet.
Un stationnement cyclable se trouve en face de la rue Tony-Tollet et une station vélo'v est à l'angle de cette rue.

## Origine du nom
Divers documents de 1250, 1303, 1389 et 1408, disent que les hauteurs vers la rue des Farges et l'église Saint-Just s'appelait le Puy d'Ainay (Puy signifiant hauteur, sommet du latin podium) ; par opposition, la plaine porta le nom du Plat d'Ainay.

## Histoire
En 1540, Jean du Peyrat, échange avec l'abbaye d'Ainay, sa terre du Perron de Saint-Genis-Laval contre le Plat d'Ainay. En 1560, ce terrain prend le nom de Villeneuve le Plat lorsque Claudine Laurencin, veuve de Jean du Peyrat, fait ouvrir des rues dans ce tènement; Villeneuve désignant, au Moyen Âge, une agglomération nouvelle fondée par un seigneur ou une communauté religieuse. En 1732, le consulat achète le terrain de Villeneuve le Plat.